# Șieu (Bistrița-Năsăud)
Șieu (en hongrois : Nagysajó) est une commune du județ de Bistrița-Năsăud en Transylvanie (Roumanie).